# Барбара Сейшас
Барбара Сейшас (порт. Bárbara Seixas, нар. 8 березня 1987, Ріо-де-Жанейро, Бразилія) — бразильська пляжна волейболістка, срібна призерка Олімпійських ігор 2016 року.

## Виступи на Олімпіадах
| Олімпіада           | Дисципліна       | Місце |
| ------------------- | ---------------- | ----- |
| Ріо-де-Жанейро 2016 | пляжний волейбол | 2     |

## Зовнішні посилання
- Барбара Сейшас — олімпійська статистика на сайті Sports-Reference.com (англ.) (архівна версія)
- Bárbara Seixas (англійська) . Beach Volleyball Database. Архів оригіналу за 18 серпня 2013. Процитовано 5 лютого 2022. {{cite web}}: Зовнішнє посилання в |publisher= (довідка); Недійсний |url-status=no (довідка)
- Bárbara Seixas (англійська) . FIVB. Архів оригіналу за 5 лютого 2022. Процитовано 5 лютого 2022. {{cite web}}: Зовнішнє посилання в |publisher= (довідка); Недійсний |url-status=no (довідка)
- Bárbara Seixas (англійська) . beach.volleybox.net. Архів оригіналу за 5 лютого 2022. Процитовано 5 лютого 2022. {{cite web}}: Зовнішнє посилання в |publisher= (довідка); Недійсний |url-status=no (довідка)